# Буєвєров Олексій Матвійович
Олексій Матвійович Буєвєров (4 (17) березня 1901 , Самарканд, Туркестанське генерал-губернаторство  — 1970 , Москва ) — радянський діяч, голова виконавчого комітету Красноярської і Ставропольської крайових рад, голова виконавчого комітету Черкеської, Курганської, Кіровської і Вологодської обласних рад депутатів трудящих. Депутат Верховної Ради РРФСР 1-го і 3-го скликань. Депутат Верховної Ради СРСР 4-го скликання (1954—1958).

## Біографія
Народився в місті Самарканд (тепер Узбекистан) в родині столяра, батько походив із селян. З 1912 по 1918 рік навчався в Самаркандському міському вищому початковому училищі, навчання не закінчив.
У 1917—1918 роках — рядовий загону Червоної гвардії в місті Самарканді. У 1918—1919 роках — рядовий при штабі Самаркандського військового комісаріату. У 1919—1920 роках — помічник секретаря стройової частини Самаркандського повітового військкомату.
З травня по листопад 1920 року — курсант Ташкентських артилерійських курсів РСЧА.
У січні — липні 1921 року — працівник для доручень в управлінні Самаркандського комуністичного містечка.
У 1920—1921 роках — помічник ад'ютанта батальйону 9-го стрілецького полку РСЧА в місті Бухарі. З березня по травень 1922 року — комендант штабу частини особливого призначення (ЧОП) Самаркандської області. У 1922—1923 роках — ад'ютант штабу частини особливого призначення Самаркандської області. З квітня по серпень 1923 року — старший діловод штабу частини особливого призначення Самаркандської області.
Член РКП(б) з 1923 року.
У 1923—1925 роках — завідувач сектору інформації організаційного відділу Самаркандського обласного і міського комітетів РКП(б). Був слухачем школи радянського і партійного будівництва.
У 1925 році — завідувач сектору інформації організаційного відділу Киргизького обласного комітету РКП(б). У серпні 1926—1927 роках — інструктор організаційного відділу Киргизького обласного комітету ВКП(б). У березні 1927—1930 роках — завідувач сектору обліку, завідувач обліково-розподільного сектора організаційно-розподільного відділу Середньоазіатського бюро ЦК ВКП(б).
У 1930—1933 роках — студент Московського інституту кольорових металів і золота.
У 1933—1941 роках — партійний організатор ЦК ВКП(б) управління копалень Удегейського району Східно-Сибірського краю; секретар парткому, партійний організатор ЦК ВКП(б) у Північно-Єнісейському районі Східно-Сибірського краю; завідувач відділу радянської торгівлі Красноярського крайового комітету ВКП(б); заступник голови виконавчого комітету Красноярської крайової ради депутатів трудящих.
27 липня 1941 — 9 березня 1944 року — голова виконавчого комітету Красноярської крайової ради депутатів трудящих.
17 лютого 1944 — 1945 року — 1-й заступник голови виконавчого комітету Чкаловської обласної ради депутатів трудящих.
У 1945—1947 роках — голова виконавчого комітету Черкеської обласної ради депутатів трудящих.
У 1947—1949 роках — заступник голови виконавчого комітету Ставропольської крайової ради депутатів трудящих.
У 1949—1950 роках — слухач курсів перепідготовки керівних партійних і радянських працівників при ЦК ВКП(б).
У квітні 1950 — 17 березня 1952 року — голова виконавчого комітету Курганської обласної ради депутатів трудящих.
У березні 1952 року працював інспектором ЦК ВКП(б).
У березні — вересні 1952 року — голова виконавчого комітету Кіровської обласної ради депутатів трудящих.
З вересня 1952 по грудень 1953 року — інспектор ЦК КПРС; слухач курсів перепідготовки керівних партійних і радянських працівників при ЦК КПРС.
19 грудня 1953 — 11 січня 1954 року — в.о. голови виконавчого комітету Вологодської обласної ради депутатів трудящих. 11 січня 1954 — 22 червня 1956 року — голова виконавчого комітету Вологодської обласної ради депутатів трудящих.
Потім — на пенсії в місті Москві.

## Нагороди
- орден Леніна (1942)
- орден Трудового Червоного Прапора (1948)
- ордени
- медаль «За доблесну працю у Великій Вітчизняній війні 1941—1945 рр.»
- медалі